# San Pedro de Atacama
San Pedro de Atacama és una comuna al nord de Xile, de la província de El Loa a la II Regió d'Antofagasta, situada a 2.436 msnm. Té una superfície de 23.439 km². Integra, amb les comunes de Tocopilla, María Elena, Ollagüe i Calama, el districte electoral núm. 3 i pertany a la 2a Circumscripció Senatorial (Antofagasta).
El poble fou el principal centre de la cultura atacamenya, fins a la seva conquesta per part dels inques de Tupac Yupanqui el 1450. Estava compost d'unes 15 comunitats o ayllus, que es repartien les terres cultivades regades pel riu Grande, que fou canalitzat per aquest motiu. L'arribada dels inques va transformar el poblat en un important centre administratiu i del govern, sobretot gràcies a l'assentament de Catarpe, al nord. El 1536 va ser visitat pels espanyols de Diego de Almagro, quan aquest va entrar a Xile. El 1540 Pedro de Valdivia va acampar aquí en el seu viatge des del Perú per preparar la conquesta de Xile, enfrontant-se amb els nadius a la pucará (fortalesa) de Quitor, propera al poblat. Rebatejada com Atacama la Grande, fou designada seu administrativa dependent del Corregiment de Lipez, a Bolívia. Durant el segle xix va ser un important punt de pas de les caravanes mercantils entre Salta i el port bolivià de Cobija, fins que l'administració va passar a la localitat veïna de Calama. Actualment les seves principals activitats econòmiques són les extraccions mineres del Salar de Atacama (liti i bòrax) i l'activitat agropecuària el mercat principal de la qual és Calama. A més a més, el turisme ha fet d'aquest modest poble un reconegut centre internacional, la població del qual s'eleva substancialment en temporada alta.